# فابيولا دي مورا إي أراغون

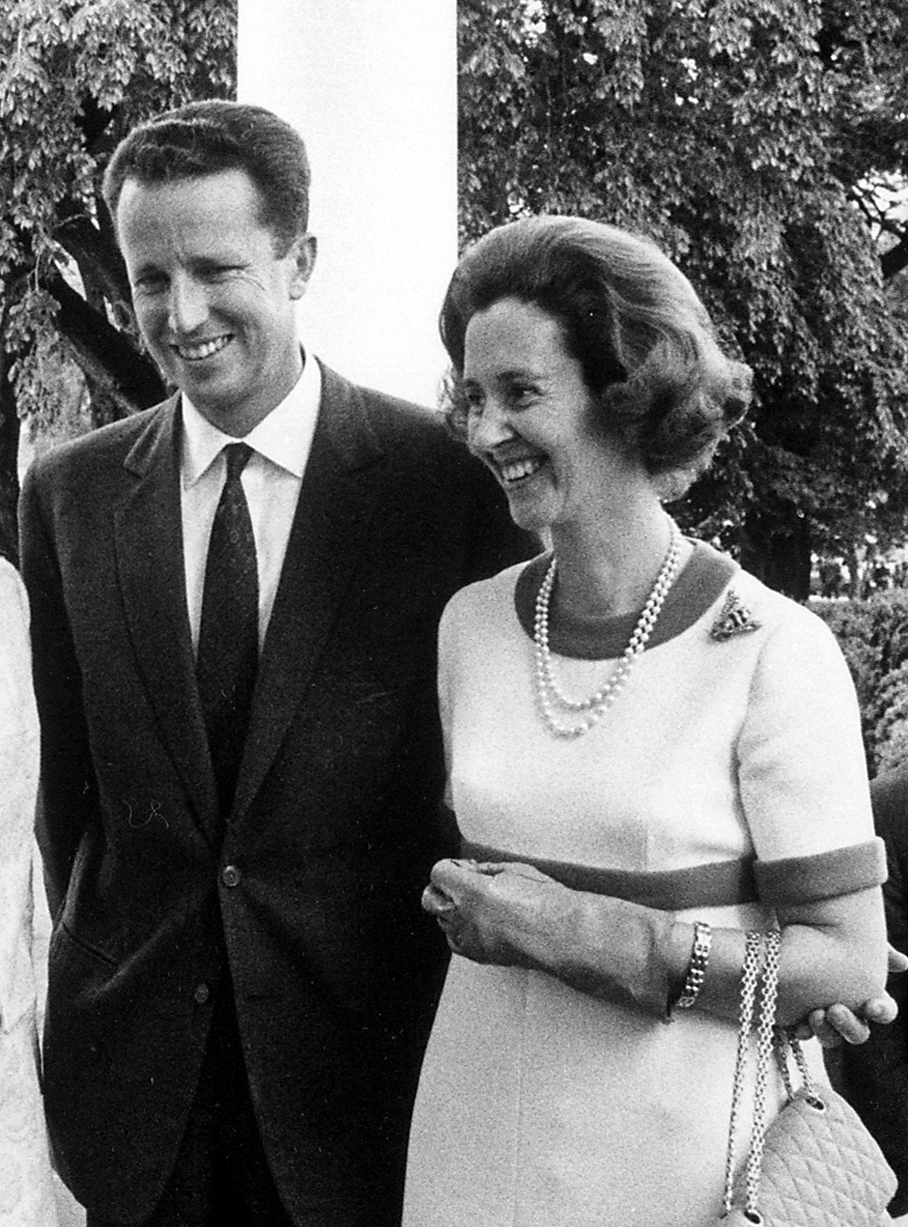
الملك بودوان الأول وزوجته الملكة فابيولا

'الملكة فابيولا ' ولدت في 7 يونيو 1928 في مدريد في إسبانيا، وتوفيت بتاريخ 12 ديسمبر 2014 في بروكسل في بلجيكا. هي خامس ملكات بلجيكا تزوجت الملك بودوان بين عام 1960 و1993، كانت تلقب بملكة القلوب بسبب جهودها الخيرية وكانت أول ملكة تتدخل رسميا لحل مشكلة الأمم المتحدة والفاتيكان حول قضية الأجهاض رغم تركها للعرش بعد 20 عاما لاتزال تحتفظ بلقبها الملكي ومخصصاتهاو كانت الراعي الرسمي لكل الأبحاث المتعلقة بالصحة العقلية وقضايا الطفل وقضايا المرأة وكما واصلت عملها كمستشارة للملك فيليب ملك بلجيكا خصوصا انها من قامت بتربيته منذ طفولته واشرفت على علاجة من بطئ التعلم وهي تجيد اللغات الفرنسية والهولندية والألمانية والإيطالية والأنكليزية بالأضافة إالى لغتها الأم الإسبانية

## الزواج
في 15 ديسمبر 1960، تزوج Fabiola من Baudouin ، الذي كان ملك بلجيكا منذ تنازل والده، Leopold III ، في عام 1951. في حفل الزواج في كاتدرائية سانت مايكل وسانت جودولا كانت ترتدي تاجًا على طراز آرت ديكو في عام 1926 كان هدية من الدولة البلجيكية إلى والدة زوجها أستريد من السويد، عند زواجها من ليوبولد الثالث. تم تصميم فستانها من الساتان و ermine من قبل مصمم الأزياء Cristóbal Balenciaga . كانت فابيولا ممرضة مستشفى في وقت خطوبتها. مجلة تايم، في عددها الصادر في 26 سبتمبر 1960، أطلق عليها اسم دونا فابيولا «فتاة سندريلا» ووصفتها بأنها «شابة جذابة، وإن لم تكن جميلة الجمال» و «الفتاة التي لم تتمكن من اللحاق برجل». [7] بمناسبة زواجهما، شرع الخبازون الإسبان لتكريم فابيولا وخلق نوعًا من الخبز، «لا فابيولا»، الذي لا يزال مصنوعًا في بالنثيا.
قام المستكشف غويدو ديروم بتسمية جبال الملكة فابيولا - وهي مجموعة اكتشفت حديثا من جبال أنتاركتيكا - تكريما لها في عام 1961. ولديها أيضا عدة أنواع من نباتات الزينة سميت باسمها.
لم يكن لدى الزوجين الملكيين أطفال، حيث انتهت حالات الحمل الخمس للملكة بالإجهاض. هناك تقارير، ومع ذلك، أنها ولدت طفل ميت في منتصف 1960s. تحدثت فابيولا علناً عن حالات إجهاضها في عام 2008: «أنت تعلم، لقد فقدت نفسي خمسة أطفال. تتعلم شيئًا من تلك التجربة. كنت أعاني من مشاكل في جميع حالات الحمل، لكن في النهاية أعتقد أن الحياة جميلة»

## روابط خارجية
- فابيولا دي مورا إي أراغون على موقع IMDb (الإنجليزية)
- فابيولا دي مورا إي أراغون على موقع الموسوعة البريطانية (الإنجليزية)
- فابيولا دي مورا إي أراغون على موقع مونزينجر (الألمانية)